# Kurdistán Occidental

Localización de las comunidades de lengua kurda en Oriente Medio (Le Monde diplomatique, 2007)

Kurdistán occidental o Kurdistán sirio (en kurdo: Rojavayê Kurdistanê) es una idea nacionalista kurda promovida por el partido de unión democrática kurda en Siria. Hay una ambigüedad con respecto a su extensión geográfica y el término ha significados diferentes según el contexto. Aproximadamente 80% de los Kurdos occidentales viven en Kurdistán occidentál a lo largo de la frontera entre Siria y Turquía.

## Historia del término

1803 Atlas ottoman Cedid, mostrando el valiato ottomane de Kurdistán en azul (incorporando muy poco la Siria moderna). La mayor parte del Kurdistán sirio se formó a partir de otros valiatos.

Aunque el nacionalismo kurdo haya una larga historia la extensión de Kurdistán ha sido discutida al hilo del tiempo.[4] Kurdos han vivido en un territorio que hace ahora marchada de la República árabe siria que cuelga siglos, y continuación al partitionnement del Imperio ottoman, la población kurda ottomane ha sido dividida entre sus estados sucesores, Turquía, el  Mandato británico de Mesopotamia y el Mandato para Siria y Líbano. Antes los años 1980, las regiones kurdas de Siria eran consideradas generalmente como de las "regiones kurdas de Siria". Los partidos kurdos locales han mantenido generalmente ideologías que están quedado en un marco nacionalista fermement sirio y no han aspirado a un Estado kurdo independiente. En los años 1920, había dos demandas diferentes de autonomía para las regiones a mayoría kurda, de Nouri Kandy, un Kurdo inciden montañas kurdas, y otra de las jefas tribaux kurdos de la confederación Barazi. Ni el uno ni el otro no ha sido tomado en consideración por las autoridades francesas del Mandato, que incluait el Kurdistán occidental en su estado efímero, el Estado de Alepo.
Las referencias al territorio sirio que forma parte de Kurdistán están resultado más difundidas entre las Kurdas occidentales en los años 1980 y 1990, un desarrollo alimentado por el Partido de los trabajadores de Kurdistán (PKK), que estaba basado en Siria después de que Hafez al-Assad haya dado la seguridad refugio después del golpe de Estado turco de 1980. La presencia del PKK ha reforzado el nacionalismo kurdo en Siria, donde los partidos kurdos locales carecían antes de un «proyecto político claro» relacionado con una identidad kurda, en parte a causa de la represión política del gobierno sirio. A pesar del rol del PKK en el ánimo de las aspiraciones hacia un Kurdistán independiente, el Partido de la Unión democrática (PYD) (el sucesor sirio del PKK)  y el PKK ya no aspiran a un estado kurdo independiente. Hoy, llaman a la supresión de las fronteras de los 'estados en general, porque ambas partes, con el resto de la  Unión de las comunidades de Kurdistán, estiman que no es  necesario de crear un estado kurdo separado, como lo haría su proyecto internacional permitir la supresión de las fronteras que separan Kurdistán por medios indirectos.
La idea de un Kurdistán sirio está resultado todavía más pertinente después del comienzo de la guerra civil siria, porque las zonas vividas por las Kurdas del norte de Siria están caído bajo el control de facciones lideradas por las Kurdas. El PYD ha establecido una administración autónoma en el norte de Siria, que ha llamado a veces «Rojava» o «Kurdistán occidental». En 2014, de numeroso Kurdos sirios utilizaban estos nombres para designar el noreste de Siria. <undefined /> Los partidos nacionalistas kurdos, tales que el Consejo nacional kurdo (KNC), han comenzado a reclamar la creación de un estado kurdo sirio, levantando las inquietudes de los nacionalistas sirios y de ciertos observadores. No obstante, a medida que la administración enfocada por el PYD tomaba el control de zonas cada vez más diversificadas a efectos étnica, la utilización del «Rojava» para el proto-estado que fusiona ha sido progresivamente reducida en los contextos oficiales, aunque la dieta política haya continuado a estar llamado Rojava por los habitantes y los países del mundo entero. observadores, con el periodista Metin Gurcan que anota que "el concepto de Rojava [estaba resultado] una marca cada vez más reconocida" de aquí 2019.
El Kurdistán sirio, al igual que el resto del Kurdistán, no está claramente definido y su extensión está sujeta a diversas interpretaciones. Tras la partición del Imperio otomano y el establecimiento de la República de Turquía en 1923, la población kurda otomana quedó dividida entre sus estados sucesores: Turquía, el Mandato para Siria y el Líbano, y el Mandato británico de Mesopotamia. El Kurdistán sirio limita con el Kurdistán del Norte al norte y con el Kurdistán del Sur al este. Dependiendo de sus diferentes interpretaciones, la mayoría de los mapas etnográficos muestran dos o tres regiones distintas de mayoría kurda a lo largo de la frontera sirio-turca.
Las representaciones más generosas del Kurdistán sirio son aquellas de los nacionalistas kurdos, que han producido mapas que muestran este que consideran como el Kurdistán sirio. Se trata generalmente de una banda estrecha a lo largo de la frontera entre Siria y Turquía que se épaissit hacia el este. Dos mapas de  Ekurd Daily de 2012 y 2013 cubrían todo el norte de Siria, comprendí casi el conjunto del gouvernorat de al-Hasakah, el norte del gouvernorat de Deir ez-Zor, el norte del gouvernorat de Raqqa y el norte del gouvernorat de Alepo, así como las regiones del gouvernorat de Idlib. limitrophe de la provincia turca de Hatay, en el «Kurdistán occidental». En 2013, el Kurdistán sirio estaba resultado synonyme de zonas enfocadas por el PYD, independientemente de las mayorías étnicas. Para el esencial, el término estaba utilizado para designar las «zonas no contiguës a población kurda» de la región. Un mapa de 2015 por Nori Brimo, miembro del Consejo nacional kurdo (KNC), ha sido publicada, reflejando ampliamente los mapas del diario Ekurd, pero incluant igualmente la provincia de Hatay, dando así a esta versión del Kurdistán occidental un acceso en Mediterráneo. Estos mapas incluent los vastos extendidas de zonas a mayoría árabe entre las principales regiones kurdas. <undefined />

## La historia demográfica y sus efectos sobre la política gubernamental
Los Kurdos son la más gran minoría étnica en Siria y representan entre 5 y 16% de la población siria en 2011 - entre 1,6 y 2,5 millones de personas, aunque estas cifras no incluent  las Kurdas arabisés.,,,, La población kurda de Siria es relativamente pequeña por informe a las poblaciones kurdas de los países vecinos, como Turquía (14,4–16 millones), Irán (7,9 millones) e Irak (4,7–6,2 millones). La mayoría de las Kurdas sirios hablan el kurmanji, un dialecto kurdo hablado en Turquía y en el noreste de Irak y de Irán. De numeroso Kurdos de Siria viven en Alepo y a Damasco, que no son considerados como formando parte de Kurdistán.
#Estimar que al principio del XX siglo, un número desconocido de Kurdos vivían en la región del Kurd-Dagh; 16,000 Kurdos vivían en la región de Jarabulus; y un número desconocido vivía en la provincia de Jazira, donde eran probablemente mayoritarios. En los años 1920, después del fracaso de las rebeliones kurdas en Turquía kémaliste, hay habido una de entidad migración de Kurdas hacia la provincia siria de Jazira. #Estimar que 25,000 Kurdos han huido a este momento hacia Siria. Según Stefan Sperl, estos nuevos arrivants kurdos no representaban  más del 10% de la población kurda de Jazira en aquellos tiempos. Todos han obtenido la ciudadanía de las autoridades Mandatarias francesas, que han reconocido sus competencias agrícolas. Los informes oficiales franceses muestran la existencia de 45 pueblos kurdos a Jazira antes 1927. Una nueva ola de refugiados está llegado en 1929. Las autoridades mandatarias han continuado a animar la migración kurda hacia Siria y, en 1939, los pueblos contaban entre 700 y 800. La estimación de Sperl contradice las estimaciones de las géographes franceses Fevret y Gibert, que estimaban que en 1953 sobre los 146,000 habitantes de Jazira, los Kurdos agrícolas representaban 60.000 (41%), los Árabes nómadas 50,000 (34%) y un uno cuarto de la población era cristiano.
Aunque los Kurdos tienen una larga historia en Siria, el ejecutivo sirio ha utilizado el hecho que de numeroso Kurdos han huido en Siria en los años 1920 para afirmar que los Kurdos no son  indígenas del país y para justificar sus políticas discriminatorias a su encontre., De numeroso Kurdos de lengua árabe están clasificados como Árabes por el ejecutivo sirio nacionalista árabe.

1976 mapa de composición étnica de Siria (las zonas vividas por las Kurdas son ombrées en rosa)

## Controversias
El término Kurdistán sirio es utilizado a menudo en el contexto del nacionalismo kurdo, lo que de hecho un concepto controvertido entre los partidarios del nacionalismo sirio y árabe.  Las nacionalistas kurdas extremistas han utilizado el concepto del Kurdistán sirio para dépeindre los Árabes de la Elevada Mesopotamia como de los «rebaños de colons» extranjeros, utilizando a veces la migración relativamente pequeña de los años 1970 implicada en el cinturón árabe (similar a la utilización por el ejecutivo de la migración kurda de los años 1920) como justificación, contribuyendo así a las tensiones étnicas regionales. Una crítica de libro por el candidato al doctorat Mustafa Hamza sobre La cuestión de las Kurdas en Siria: hechos, historia y mito ha argumentado que el «problema kurdo sirio» no puede ser resuelto que en el marco de una solución nacional puramente siria, fuera de las invenciones de «Kurdistán occidental », y de una manera que ubica los Kurdos sirios en el contexto de su pertenencia a la sociedad siria y de su forma de Estado institutionnalisée como República árabe siria», una posición nacionalista árabe común a los ciudadanos árabes de Siria.  